# Xian de Sog
Pour les articles homonymes, voir Sog.
Le xian de Sog (索县 ; pinyin : Suǒ Xiàn) est un district administratif de la région autonome du Tibet en Chine. Il est placé sous la juridiction de la préfecture de Nagchu.

## Démographie
La population du district était de 34 639 habitants en 1999.